# Maj Fant
Ebba Maj Fant, född Lindberg 1 maj 1930 i S:t Petri församling i Malmö, död 13 november 1995 i Ingarö församling i Stockholms län, var en svensk socionom, författare och journalist. Efter en karriär som mannekäng blev hon känd som rådgivare och debattör i samlevnadsfrågor, var en tid ordförande för RFSU, hade egen pratshow i TV och gav slutligen sjukdomen ALS ett ansikte.

## Biografi

### Bakgrund
Maj Fant föddes 1930 i Lund som dotter till bankiren Ernst Lindberg (1890–1939) och pälssömmerskan Gurli Andersson (1902–1990). Hon tog 1950 studenten som privatist.
Tidigt arbetade hon som mannekäng och fotomodell. När hon på 1960-talet insåg att reklambranschen var en framtidsbransch, utvidgade hon sitt yrkesområde åt det hållet.

### Socialt arbete, RFSU
När 1970-talets samhällsförändrande vindar blåste starka ändrade hon inriktning i sitt liv och började på Socialhögskolan. Efter socionomexamen 1972 arbetade hon 1971–1975 inom socialförvaltningen i Malmö, 1975–1978 vid Socialstyrelsen (bland annat som projektledare i narkomanvården) och 1978–1980 som utredningssekreterare på Socialdepartementet.
Fants fokus inom sitt sociala arbete var att bekämpa missbruk bland unga. Den arbetslivserfarenheten ledde till att hon fick i uppdrag att leda ett av Socialstyrelsens projekt om narkomanvårdsfrågor. Därefter utsågs hon till utredningssekreterare vid Socialdepartementet. Under sin tid där fortsatte hon att föreläsa i frågor om missbruk i skolor, folkrörelseorganisationer och olika utbildningssammanhang. Hon talade om mänskligt liv, om sexualitet och om rätten att åldras värdigt och fick rykte om sig som folkbildare och debattör.
Maj Fants intresse för sociala frågor ledde henne till RFSU, 1980 anställdes hon som förbundssekreterare, och 1987–1989 var hon förbundsordförande. Under tiden i RFSU initierade och deltog hon i många debatter. Hon drev klassiska RFSU-frågor om sexualitet och rätten att bestämma över sin kropp och god sexualundervisning i skolan. Kravet på att värna om rätten till säkra och lagliga aborter var också högaktuell. Andra viktiga frågor berörde pornografi och prostitution. I slutet av 1980-talet, under Maj Fants sista år som förbundssekreterare i RFSU och under den korta tid som hon var förbundsordförande, började ett konkret internationellt samarbete mellan RFSU och systerorganisationen Umati i Tanzania. Det blev starten på en ny fas i RFSU:s arbete och kom att följas av ett starkt internationellt engagemang.

### Författare, programledare
Maj Fant skrev också böcker om sitt liv. När hennes mor blev dement skrev hon en bok om demens med titeln Att bli mamma till sin mamma, 1988. Hon fick många brev i dessa frågor efter att boken kommit ut. 
Från 1985 och framåt skrev Maj Fant också krönikor i tidningen Vår bostad. De byggde ofta på läsarbrev om det egna livet, om demenssjukdom i ett anhörigperspektiv och svårigheter och utmaningar i relationer.
När hon var 62 år fick hon ett eget TV-program (en av de första riktiga pratshowerna i svensk TV) där hon talade med inbjudna gäster och publik om relationer, förbjuden kärlek, övergrepp och andra känsliga ämnen. Hon delade, också offentligt, med sig av egna erfarenheter av kärlek, sorg och besvikelser. Men hon var inte okontroversiell. Många kritiker ansåg till exempel att hon var alltför öppenhjärtig i sina ämnesval.
Efter att ha blivit allvarligt sjuk i ALS skrev hon 1994 en bok om sjukdomen – Klockan saknar visare. Hon ville öka förståelsen för och kunskapen om den då relativt okända och icke botbara muskelsjukdomen. När boken lanserades på bokmässan i Göteborg sa hon: ”Ibland har jag tänkt att det kanske var meningen att jag skulle få ALS, så att sjukdomen blev känd”.
År 1995 hade Maj Fant sitt sista offentliga uppdrag som krönikör i Vår bostad. Då hade sjukdomen ALS tagit ett alltför hårt grepp om henne. Hon avled i november samma år på Ingarö.

## Familj
Maj Fant var gift tre gånger. Första gången var mellan 1950 och 1958, med läroverksadjunkten Lennart Hähnel (1914–1992) och med vilken hon fick barnen Pieter och Pia. Andra gången var mellan 1962 och 1970, med skådespelaren George Fant (1916–1998).
Tredje gången var från 1987, med byggnadsingenjören Ove Edmark (född 1932). Edmark gav 1996 ut boken Min Maj: att vårda den du älskar.
Maj Fant är begravd på Ingarö kyrkogård.